# Dominick Pezzulo
Dominick A. Pezzulo (Giano Vetusto, 15 de agosto de 1965 - Nueva York, 11 de septiembre de 2001) fue un policía del Departamento de Policía de la Autoridad Portuaria de Nueva York y Nueva Jersey que murió durante los atentados del 11 de septiembre de 2001 en Lower Manhattan, Nueva York. Su personaje fue interpretado por Jay Hernández en la película World Trade Center de Oliver Stone.
Durante la mañana del 11 de septiembre de 2001, ayudó al sargento John McLoughlin en las tareas de rescate en la torre norte del World Trade Center junto con el oficial Will Jimeno. Después de un breve vistazo a la zona común, el suelo se estremeció cuando la torre sur se derrumbó apenas 56 minutos después de ser golpeada por el Vuelo 175 de United Airlines. Con tan solo diez segundos, los hombres se precipitaron hacia el sótano donde se encontraba el hueco del ascensor en la zona comercial del World Trade Center. Solamente Pezzulo, McLoughlin y Jimeno sobrevivirían al derrumbe inicial. Mientras se esforzaba por levantar los escombros del oficial Jimeno, la torre norte se derrumbó, causando que más escombros, hormigón, acero y cenizas cayeran sobre la pila ya existente de escombros formada por el colapso de la torre sur. Pezzulo fue golpeado y sepultado por los escombros, y en un esfuerzo por alertar a los rescatistas de su paradero, disparó un tiro en el aire antes de morir.

## Primeros años
Dominick era hijo de padres italianos, Dino y Victoria Pezzulo. Recibió el nombre de Dominick en homenaje a su abuelo, Domenico Pezzulo. Su apodo era Mimmo.
Después de ejercer siete años como profesor, Pezzulo se convirtió en policía del Departamento de Policía de la Autoridad Portuaria de Nueva York y Nueva Jersey. Pezzulo fue destinado a la Terminal de Autobuses de la Autoridad Portuaria. Pezzulo se encontraba trabajando de policía durante trece meses cuando recibió una llamada urgente el 11 de septiembre de 2001 sobre los atentados. Él y otros policías se montaron en un autobús de la autoridad portuaria y se dirigieron al World Trade Center. Pezzulo tenía 36 años y tan sólo llevaba un año trabajando para la autoridad portuaria de Nueva York. Fue sobrevivido por su esposa, dos hijos y un hermano, Tony.

## Atentados del 11 de septiembre de 2001
Durante la mañana del 11 de septiembre de 2001, Pezzulo y su compañero y amigo, Will Jimeno, se encontraban aparcados en la entrada de la terminal de la estación de autobuses de Nueva York. Al enterarse de los ataques terroristas contra el World Trade Center, la pareja de policías se dirigió para asistir al sargento John McLoughlin en las tareas de rescate. Se les unieron dos policías de la autoridad portuaria, Antonio Rodrigues y Chris Amoroso.
Los cinco policías se encontraban en la zona comercial del World Trade Center cuando la torre sur se derrumbó. McLoughlin, Pezzulo y Jimeno pudieron refugiarse en un montacargas cercano y a pesar de encontrarse atrapados entre los escombros, los tres policías sobrevivieron al colapso inicial. Amoroso y Rodrigues no pudieron llegar al montacargas a tiempo y ambos murieron al instante.
De los tres policías sobrevivientes, Pezzulo fue el único que no resultó herido de gravedad y se pudo liberar de la posición en la que se encontraba atrapado. Trabajando en condiciones muy complicadas, inmediatamente se puso a tratar de liberar a Jimeno, que se encontraba con las piernas atrapadas. A pesar de los repetidos intentos, el gran pedazo de hormigón que había caído sobre era demasiado pesado para Pezzulo y a las 10:28 de la mañana, la torre norte se derrumbó.
El colapso de la segunda torre provocó un mayor asentamiento de los restos de la torre sur y Pezzulo quedó cubierto por un muro de cemento que cayó encima de él. Herido ahora de muerte, el oficial Pezzulo disparó un solo disparo desde su Smith & Wesson en un intento de alertar a los rescatistas cercanos de la posición del grupo debajo de los escombros, pero murió de las lesiones que sufrió poco después. Las últimas palabras de Pezzulo fueron: Willie, no lo olvides. Morí intentando salvarlos.
El 9 de septiembre de 2005, todos los policías asesinados durante los atentados del 11 de septiembre de 2001, fueron reconocidos con la 9/11 Heroes Medal of Valor por el presidente George W. Bush.

## Legado
En la película World Trade Center, dirigida por Oliver Stone, el papel de Pezzulo fue interpretado por Jay Hernández.
En el National September 11 Memorial & Museum, Pezzulo se encuentra memorializado en la piscina sur, en el panel S-29. En Giano Vetusto, Italia, lugar donde nació, una placa fue erigida en la puerta de la casa donde creció.